# Attentat d'Aguel'hoc
Pour les articles homonymes, voir Attaque d'Aguel'hoc.
L'attentat d'Aguel'hoc a lieu le 11 juin 2014 lors de la guerre du Mali.

## Déroulement
Après la défaite de l'armée malienne lors de la troisième bataille de Kidal, les rebelles touaregs effectuent une incursion à dans la ville d'Aguel'hoc le 21 mai. Les 290 hommes de la garnison malienne trouvent alors refuge au camp tenu par 300 casques bleus tchadiens de la MINUSMA,. Quelques jours plus tard, 80 miliciens ou civils touaregs de la tribu loyaliste des Imghads viennent à leur tour trouver refuge au camp de la MINUSMA. Le jour de l'attentat, plus de 600 militaires sont donc présents dans ce camp prévu pour en accueillir 200.  
Le 11 juin 2014 un kamikaze djihadiste entre au nord de la ville d'Aguel'hoc au volant d'un véhicule piégé peint en blanc et portant le sigle de l'ONU. Avec son pick-up ainsi camouflé aux couleurs de la MINUSMA, il commence par faire deux fois le tour de la ville afin de repérer les lieux. Pendant ce temps, d'autres djihadistes infiltrés tirent deux roquettes sur le camp militaire tenu par la MINUSMA, espérant créer un mouvement de panique,. 
Le pick-up piégé s'approche alors à une vingtaine de mètres du camp de la MINUSMA, mais les militaires tchadiens ne se laissent pas tromper et ouvrent le feu sur le véhicule suspect. Presque aussitôt, le kamikaze parvient cependant à se fait exploser à l'entrée du camp, tuant ou blessant plusieurs militaires,.
Selon l'ONU, quatre soldats tchadiens sont tués dans l'attentat et 10 autres militaires sont blessés, dont six de la MINUSMA et quatre Maliens.
Les forces tchadiennes organisent ensuite une patrouille dans la ville d'Aguel'hoc et dans sa périphérie, mais aucune autre attaque ne survient.
L'attaque est qualifiée de « lâche et odieuse » par Bert Koenders, le chef de la MINUSMA qui déclare : « Je suis choqué que de valeureux soldats de la paix soient à nouveau pris pour cible. Cet attentat ne détournera pas la Minusma de sa mission de rétablissement de la paix et de la sécurité au Mali ».